# Хајланд Бич (Флорида)
Хајланд Бич (енгл. Highland Beach) град је у америчкој савезној држави Флорида. По попису становништва из 2010. у њему је живело 3.539 становника.

## Демографија
Према попису становништва из 2010. у граду је живело 3.539 становника, што је 236 (6,3%) становника мање него 2000. године.
| Група             | 2000.         | 2010.         |
| Белци             | 3.608 (95,6%) | 3.347 (94,6%) |
| Афроамериканци    | 14 (0,4%)     | 12 (0,3%)     |
| Азијати           | 14 (0,4%)     | 26 (0,7%)     |
| Хиспаноамериканци | 112 (3,0%)    | 129 (3,6%)    |
| Укупно            | 3.775         | 3.539         |